# Jean-Pierre Cornu
Jean-Pierre Cornu (* 24. März 1949 in Biel) ist ein Schweizer Theater- und Filmschauspieler.

## Leben
Jean-Pierre Cornu studierte von 1971 bis 1974 am Max Reinhardt Seminar. Danach spielte er Theater, darunter in Heilbronn, Marburg und Tübingen. In den 1980er Jahren bekam er auch die ersten Angebote für Rollen in Film und Fernsehen. Ab 1993 spielte er am Schauspielhaus Hamburg. Von 2000 bis 2014 spielte er am Schauspielhaus Zürich und seither am Theater Basel.
Ab 2011 spielte er den Regierungsrat „Eugen Mattmann“ in Luzerner Episoden der Krimireihe Tatort.

## Filmografie (Auswahl)
- 1987: Mozart und Meisel (Fernsehserie, eine Folge)
- 1988: Sternberg – Shooting Star
- 1990: Wenn das die Nachbarn wüßten (Fernsehserie, 4 Folgen)
- 1991: Tatort: Kameraden
- 2000: Hotel Elfie (Fernsehserie, 2 Folgen)
- 2001–2004: Lüthi und Blanc (Fernsehserie, 21 Folgen)
- 2003: liegen lernen
- 2004: Im Nordwind
- 2006: Cannabis – Probieren geht über Regieren
- 2006: Eden
- 2011: Tatort: Wunschdenken
- 2012: Tatort: Hanglage mit Aussicht
- 2012: Tatort: Skalpell
- 2013: Der Tatortreiniger (Folge Über den Wolken)
- 2013: Nachtzug nach Lissabon
- 2013: Tatort: Geburtstagskind
- 2013: Tatort: Schmutziger Donnerstag
- 2014: Tatort: Verfolgt
- 2014: Der Koch
- 2014: Tatort: Zwischen zwei Welten
- 2015: Tatort: Ihr werdet gerichtet
- 2015: Tatort: Schutzlos
- 2016: Tatort: Kleine Prinzen
- 2016: Tatort: Freitod
- 2017: Tatort: Zwei Leben
- 2018: Tatort: Friss oder stirb
- 2019: Tatort: Ausgezählt
- 2019: Tatort: Der Elefant im Raum